# Rhynchotechum brandisii
Rhynchotechum brandisii är en tvåhjärtbladig växtart som beskrevs av Charles Baron Clarke. Rhynchotechum brandisii ingår i släktet Rhynchotechum och familjen Gesneriaceae. Inga underarter finns listade i Catalogue of Life.